# Lazar Radović
Lazar Radović (ur. 13 listopada 1937 w Podgoricy) – czarnogórski piłkarz występujący na pozycji obrońcy.

## Kariera klubowa
Radović karierę rozpoczynał w sezonie 1955/1956 w pierwszoligowym zespole FK Budućnost Podgorica. Jego barwy reprezentował przez trzy sezony, a potem odszedł do innego pierwszoligowca, Partizana. Cztery razy zdobył z nim mistrzostwo Jugosławii (1961, 1962, 1963, 1965). Dwa razy dotarł też do finału Pucharu Jugosławii (1959, 1960).
W 1965 roku Radović przeszedł do greckiej Trikali, gdzie spędził sezon 1965/1966. Następnie przeniósł się do Holandii, gdzie występował w zespołach Eredivisie. Najpierw przez dwa sezony w Xerxes Rotterdam, a potem przez cztery w PSV Eindhoven. Wraz z PSV w sezonach 1968/1969 oraz 1969/1970 dotarł do finału Pucharu Holandii. W 1972 roku zakończył karierę.

## Kariera reprezentacyjna
W reprezentacji Jugosławii Radović zadebiutował 27 października 1963 w przegranym 1:2 towarzyskim meczu z Rumunią. W 1964 roku został powołany do kadry na Letnie Igrzyska Olimpijskie, zakończone przez Jugosławię na ćwierćfinale. W latach 1963–1964 w drużynie narodowej rozegrał 7 spotkań.